# Risposta emodinamica
Per risposta emodinamica, si intende la variazione ed il cambiamento nel contenuto di ossigeno del parenchima dei capillari. È spesso associato all'attività neuronale del cervello o del midollo spinale, nell'uomo o in altri animali.